# Parti communiste du Chili

Drapeau du Parti communiste du Chili.

Le Parti ouvrier socialiste (POS) a été fondé à Iquique en 1912, par Luis Emilio Recabarren et une trentaine de mineurs. Il s'est transformé en adhérant à la IIIe Internationale (KomIntern) en Parti communiste du Chili (en espagnol : Partido Comunista de Chile) en 1922 (IIIe congrès du POS, Ier du PCCh). Hors-la-loi au Chili entre 1948 et 1958, ce n'est que plus tard, en 1970, qu'il accèdera au pouvoir lors de son union avec le Parti socialiste du Chili pour former l'Unité populaire chilienne.
Il retombe dans l'illégalité en 1973 après le coup d'État du général Augusto Pinochet. Des centaines de ses militants sont assassinés. Les membres du parti montent alors une organisation de lutte armée contre la dictature, mais est très affaibli en 1976, sa direction clandestine étant décapitée à deux reprises par la DINA lors de l'affaire Calle Conferencia I et II.
Le parti redevient légal avec le retour de la démocratie en 1990, mais est maintenu à l'écart de la Concertation des partis pour la démocratie jusqu'aux élections parlementaires de 2009, où, pour la première fois depuis 1973, il obtient des sièges à l'Assemblée, en réussissant à faire élire trois de ses quatre candidats aux législatives, dont le président du PCCh, Guillermo Teillier, son secrétaire général, Lautaro Carmona, et l'avocat spécialisé dans la défense des droits de l'homme, Hugo Gutiérrez. Lors des élections parlementaires de 2013, six députés communistes sont élus dont Camila Vallejo. De 2013 à 2018, le Parti communiste a été membre de la coalition du centre-gauche Nouvelle Majorité, soutenant le gouvernement de Michelle Bachelet. Il fait aujourd’hui partie de la coalition Approbation dignité qui soutient le gouvernement de Gabriel Boric et a obtenu de plus importantes responsabilités institutionnelles : Irací Hassler a été élue en 2021 maire de la commune de Santiago et Karol Cariola présidente de la Chambre des députés en 2024.
Le parti a notamment compté parmi ses membres Pablo Neruda, Elías Lafertte, Violeta Parra et Víctor Jara.
Il est en 2017 le plus grand parti politique chilien avec près de 46 000 adhérents.

## Idéologie
- Si vous ne connaissez pas le sujet, laissez ce bandeau (vous pouvez alors contacter les auteurs).
- Si vous supprimez le contenu mis en cause (vous pouvez préalablement contacter les auteurs),

argumentez précisément cette suppression dans la page de discussion
(un manque de référence n'est pas un argument ; une recherche réelle de référence doit avoir été effectuée, être formellement documentée).
Karl Marx, avec l'humanisme socialiste, découvre l'homme, plus que dans les individus exceptionnels vers lesquels la Renaissance s'était tournée, dans l'homme social qui fait connaître son importance en tant qu'entité qui façonne la société. Dans la société, la nature de l'homme se réalise par la satisfaction de ses exigences naturelles, tant fondamentales que culturelles. Seul, "l'individu est une abstraction", comme l'avait dit Hegel.
Par conséquent, l'homme, selon le communisme, doit pouvoir se réaliser par la culture et la libre pensée. Un fait qui, selon le CP, n'existe pas au Chili, puisque l'influence étrangère limite la pensée de la société et les libertés propres à l'homme.
D'autre part, le PC affirme que le militant communiste est un révolutionnaire, dont l'objectif est de réaliser, en s'organisant avec le parti, les réformes sociales nécessaires afin de parvenir, de manière démocratique et constitutionnelle, à une plus grande justice sociale.
Le Parti communiste du Chili, depuis ses débuts jusqu'à aujourd'hui, est d'orientation marxiste-léniniste. Tout au long de l'histoire, il l'a appliquée de différentes manières, en s'adaptant à la réalité matérielle du pays, étant l'un des rares partis marxistes à n'avoir jamais abandonné la dispute politique électorale, ce qui lui a valu les critiques du secteur de l'ultra-gauche. La résolution de "coexistence pacifique" de l'Union des républiques socialistes soviétiques dans les années 1950, a pénétré profondément dans les politiques du parti, approfondissant la politique du Front populaire et atteignant son point culminant avec la candidature de Salvador Allende de l'Unité populaire. La thèse politique défendue par Allende était celle d'un socialisme démocratique fondé sur la dispute démocratique. Le parti n'était pas étranger à la politique de l'Unité Populaire, sans jamais quitter les concepts marxistes de la lutte des classes. Après la dictature militaire de Pinochet, le réarmement politico-idéologique du parti a eu lieu, toujours marxiste-léniniste.
Le Parti communiste présente aujourd'hui un profil plus social-démocrate. Il défend par ailleurs des positions féministes et écologistes.
Il appartient actuellement à la Rencontre internationale des partis communistes et ouvriers et au Forum de Sao Paulo. Et en matière de politique étrangère, elle soutient les projets de gauche latino-américains, y compris les socialismes du 21e siècle, soulignant sa position favorable aux gouvernements de Nicolás Maduro au Venezuela, de Miguel Díaz-Canel à Cuba et d'Evo Morales en Bolivie.

## Résultats électoraux

### Élections à la Chambre des députés
| Année | Voix    | %    | Sièges |
| ----- | ------- | ---- | ------ |
| 1918  | 1 548   | 0,6  | 0      |
| 1921  | 4 814   | 2,2  | 2      |
| 1924  | 1 212   | 0,5  | 0      |
| 1925  | 19 446  | 6,7  | 7      |
| 1932  | 3 350   | 1,1  | 1      |
| 1937  | 7 543   | 5,1  | 6      |
| 1941  | 65 671  | 14,1 | 16     |
| 1945  | 46 133  | 10,3 | 15     |
| 1961  | 157 572 | 11,8 | 16     |
| 1965  | 290 635 | 12,7 | 18     |
| 1969  | 383 049 | 16,6 | 22     |
| 1973  | 578 695 | 16,2 | 25     |
| 1993  | 336 034 | 5,0  | 0      |
| 1997  | 398 588 | 6,9  | 0      |
| 2001  | 320 668 | 5,2  | 0      |
| 2005  | 339 547 | 5,1  | 0      |
| 2009  | 133 718 | 2,0  | 3      |
| 2013  | 255 242 | 4,1  | 6      |
| 2017  | 274 935 | 4,6  | 8      |
| 2021  | 465 111 | 7,3  | 12     |

### Élections au Sénat
| Année | Voix    | %    | Sièges |
| ----- | ------- | ---- | ------ |
| 1925  | -       | -    | 3      |
| 1937  | 7 543   | 7,1  | 1      |
| 1941  | 28 449  | 12,2 | 4      |
| 1945  | 25 708  | 12,8 | 5      |
| 1961  | 75 123  | 12,2 | 4      |
| 1965  | 142 088 | 10,7 | 6      |
| 1969  | 181 488 | 18,0 | 6      |
| 1973  | 380 460 | 17,2 | 9      |
| 1993  | 65 073  | 3,5  | 0      |
| 1997  | 357 825 | 8,4  | 0      |
| 2001  | 45 735  | 2,6  | 0      |
| 2005  | 104 687 | 2,2  | 0      |
| 2009  | -       | -    | -      |
| 2013  | 6 467   | 0,1  | 0      |
| 2017  | 20 217  | 1,2  | 0      |
| 2021  | 335 673 | 7,2  | 2      |

### Élections présidentielles
| Année | Candidat                          | Voix                              | %                                 |
| ----- | --------------------------------- | --------------------------------- | --------------------------------- |
| 1920  | Luis Emilio Recabarren            | 681                               | 0,4                               |
| 1925  | José Santos Salas                 | 74 091                            | 28,4                              |
| 1927  | aucun                             | aucun                             | aucun                             |
| 1931  | Elías Lafertte                    | 2 434                             | 0,9                               |
| 1932  | Elías Lafferte                    | 4 128                             | 1,2                               |
| 1938  | soutien à Pedro Aguirre Cerda     | soutien à Pedro Aguirre Cerda     | soutien à Pedro Aguirre Cerda     |
| 1942  | soutien à Juan Antonio Ríos       | soutien à Juan Antonio Ríos       | soutien à Juan Antonio Ríos       |
| 1946  | soutien à Gabriel González Videla | soutien à Gabriel González Videla | soutien à Gabriel González Videla |
| 1952  | soutien à Salvador Allende        | soutien à Salvador Allende        | soutien à Salvador Allende        |
| 1958  | soutien à Salvador Allende        | soutien à Salvador Allende        | soutien à Salvador Allende        |
| 1964  | soutien à Salvador Allende        | soutien à Salvador Allende        | soutien à Salvador Allende        |
| 1970  | soutien à Salvador Allende        | soutien à Salvador Allende        | soutien à Salvador Allende        |
| 1989  | soutien à Patricio Aylwin         | soutien à Patricio Aylwin         | soutien à Patricio Aylwin         |
| 1993  | soutien à Eugenio Pizarro         | soutien à Eugenio Pizarro         | soutien à Eugenio Pizarro         |
| 1999  | Gladys Marín                      | 225 224                           | 3,2                               |
| 2005  | soutien à Tomás Hirsch            | soutien à Tomás Hirsch            | soutien à Tomás Hirsch            |
| 2009  | Jorge Arrate                      | 433 195                           | 6,2                               |
| 2013  | soutien à Michelle Bachelet       | soutien à Michelle Bachelet       | soutien à Michelle Bachelet       |
| 2017  | soutien à Alejandro Guillier      | soutien à Alejandro Guillier      | soutien à Alejandro Guillier      |
| 2021  | soutien à Gabriel Boric           | soutien à Gabriel Boric           | soutien à Gabriel Boric           |